# Список глав правительства Германии
Список глав правительства Германии включает руководителей немецкого национального правительства с 1867 года, когда в Северогерманском союзе, организованном в виде федеративного государства (пришедшем на смену Германскому союзу, объединению германских государств), была установлена должность федерального канцлера (нем. Bundeskanzler).
В историографии это рассматривается как момент создания объединённого германского государства, обладающего непрерывной правоспособностью. Должность руководителя федерального правительства Германии в наше время вновь именуется федеральный канцлер.
В период с 1949 по 1990 годы показаны главы правительств двух сосуществовавших германских государств (ФРГ и ГДР). В случае, когда персона получила повторные полномочия последовательно за первоначальными, раздельно отражается каждый такой срок (например, пять последовательных сроков полномочий Гельмута Коля в 1982—1998 годы). Также отражён различный характер полномочий глав государства (например, единый срок нахождения во главе правительства Отто фон Бисмарка в 1867—1890 годы разделён на периоды, когда он был федеральным канцлером Северогерманского союза, а затем рейхсканцлером Германской империи. В столбце «Выборы» отражены состоявшиеся выборные процедуры. В случае, если глава правительства получил полномочия без таковых, столбец не заполняется. Использованная в первых столбцах таблиц нумерация является условной, также условным является использование в первых столбцах таблиц цветовой заливки, служащей для упрощения восприятия принадлежности лиц к различным политическим силам без необходимости обращения к столбцу, отражающему партийную принадлежность. Наряду с партийной принадлежностью, в столбце «Партия» также отражён внепартийный (независимый) статус персоналий.
Для удобства список разделён на принятые в германской историографии периоды истории государства. Приведённые в преамбулах к каждому из разделов описания этих периодов призваны пояснить особенности политического процесса.

## Северогерманский союз (1867—1871)
Северогерманский союз (нем. Norddeutscher Bund), федеративный союз германских государств, стал этапом реализации объединительных стремлений в Германии.
После победы Пруссии в австро-прусско-итальянской войне и заключения в 1866 году Пражского мира, ряд государств, отклонивших перед началом военных действий предложенный им Пруссией нейтралитет (Ганновер, Гессен-Кассель, Нассау, вольный город Франкфурт-на-Майне), были ею аннексированы, равно как и приэльбские герцогства Гольштейн и Шлезвиг, приобретённые в результате австро-прусско-датской войны, завершившейся в 1864 году подписанием Венского мирного договора.
Остальные государства северной Германии вошли в состав федерации, которая, отвергнув принцип союза государств, организовалась в виде союзного государства, руководящая роль в котором была отведена Пруссии. 18 августа 1866 года был подписан союзный договор, объединивший Пруссию и 17 северогерманских государств (осенью присоединились ещё четыре). 12 февраля 1867 года прошли выборы в учредительный рейхстаг Северогерманского союза (нем. Konstituierender Reichstag des Norddeutschen Bundes), который 24 февраля собрался на первое заседание, а 16 апреля принял союзную конституцию (нем. Verfassung des Norddeutschen Bundes), по которой королю Пруссии, как союзному президенту (нем. Bundespräsidium), предоставлялось право объявлять войну и заключать мир от имени союза, вести дипломатические переговоры, заключать договоры; в качестве главнокомандующего союзной армией он имел право назначать высших офицеров. Союзный президент являлся главой внутреннего управления, назначал главных должностных лиц союза, созывал и распускал его рейхстаг. Государства, вошедшие в союз, продолжали пользоваться своими конституциями, сохраняли свои сословные собрания в качестве законодательных органов и министерства в качестве исполнительных органов, но должны были уступить союзу военное и морское управление, дипломатические сношения, заведование почтой, телеграфами, железными дорогами, денежной и метрической системами, банками, таможнями. Кроме рейхстага, был создан союзный совет — бундесрат (нем. Bundesrat), составленный из делегатов отдельных государств, которые были связаны инструкциями своих правительств. Представительство в бундесрате было неравномерным: Пруссия, например, имела 17 голосов, а Саксония — 4. Председателем бундесрата являлся ведавший всеми внешними и внутренними делами союза назначенный королём Пруссии федеральный канцлер (нем. Bundeskanzler), которым стал канцлер Пруссии граф Отто фон Бисмарк.
|        | Портрет | Имя (годы жизни)                                                                                              | Полномочия  | Полномочия     | Пр.                  |
| Начало | Портрет | Имя (годы жизни)                                                                                              | Окончание   |                | Пр.                  |
| ------ | ------- | --- | ----------- | -------------- | -------------------- |
| 1 (II) |         | граф Отто Эдуард Леопольд фон Бисмарк-Шёнхаузен (1815—1898) нем. Otto Eduard Leopold von Bismarck-Schönhausen | 1 июля 1867 | 18 января 1871 | [ 11 ] [ 12 ] [ 13 ] |

## Германская империя (1871—1918)
Германская империя — принятое в российской историографии название немецкого государства в 1871—1918 годах. Его официальное название в 1871—1945 годах — Германский рейх (нем. Deutsches Reich) — переводится и как «Германская империя», и как «Германское государство» (с 1943 года — Großdeutsches Reich, Великогерманская империя).
В историографии принято выделять периоды собственно Германской империи (1871—1918), Веймарской республики (1918—1933) и Третьего рейха (нацистской Германии, 1933—1945).
Инициаторами создания федеративного германского государства являются Отто фон Бисмарк и Вильгельм I Гогенцоллерн. После победы во франко-прусской войне 1870 года, по итогам которой к Пруссии были присоединены Эльзас и Лотарингия, 18 января 1871 года в Зеркальной галерее Версальского дворца была провозглашена Германская империя, а титул её кайзера принял прусский король Вильгельм I. К федерации вскоре присоединились государства, не входившие ранее в состав федеративного Северогерманского союза — королевства Саксония, Бавария и Вюртемберг и прочие южногерманские государства. Германский кайзер (нем. Deutscher Kaiser) являлся главой государства и президентом (первым среди равных) федеральных монархов (и сенатов свободных городов Гамбурга и Бремена). На волне популярности Отто фон Бисмарк получил титул князя и был назначен рейхсканцлером (Reichskanzler), став главой исполнительной власти и вместе с тем единственным лицом, ответственным перед бундесратом и рейхстагом. В империи не существовало министров, их заменяли подчинённые рейхсканцлеру государственные секретари, председательствовавшие в имперских ведомствах (нем. Reichsämter, первоначально — союзных ведомствах, нем. Bundesamt). Рейхсканцлер назначался и отрешался от должности кайзером. Германская монархическая федерация прекратила своё существование в 1918 году в результате Ноябрьской революции.
|        | Портрет | Имя (годы жизни) | Полномочия      | Полномочия      | Партия                                                                                                  | Кабинет                | Пр.                  |
| Начало | Портрет | Имя (годы жизни) | Окончание       |                 | Партия                                                                                                  | Кабинет                | Пр.                  |
| ------ | ------- | --- | --------------- | --------------- | --- | ---------------------- | -------------------- |
| 1 (II) |         | князь Отто Эдуард Леопольд фон Бисмарк-Шёнхаузен (1815—1898) нем. Otto Eduard Leopold von Bismarck-Schönhausen                                 | 21 марта 1871   | 20 марта 1890   | независимый                                                                                             | фон Бисмарк            | [ 11 ] [ 12 ] [ 13 ] |
| 2      |         | генерал от инфантерии, граф Георг Лео фон Каприви де Капрера де Монтекукколи (1831—1899) нем. Georg Leo von Caprivi de Caprera de Montecuccoli | 20 марта 1890   | 28 октября 1894 | независимый                                                                                             | фон Каприви            | [ 16 ] [ 17 ] [ 18 ] |
| 3      |         | князь Хлодвиг Карл Виктор цу Гогенлоэ-Шиллингсфюрст (1819—1901) нем. Chlodwig Carl Viktor, Fürst zu Hohenlohe-Schillingsfürst                  | 28 октября 1894 | 17 октября 1900 | независимый                                                                                             | Гогенлоэ-Шиллингсфюрст | [ 19 ] [ 20 ] [ 21 ] |
| 4      |         | граф, с 6 сентября 1905 года князь Бернгард Генрих Карл Мартин фон Бюлов (1849—1929) нем. Bernhard Heinrich Martin Karl Graf (Fürst) von Bülow | 17 октября 1900 | 14 июля 1909    | независимый                                                                                             | фон Бюлов              | [ 22 ] [ 23 ] [ 24 ] |
| 5      |         | Теобальд Теодор Фридрих Альфред фон Бетман-Гольвег (1856—1921) нем. Theobald Theodor Friedrich Alfred von Bethmann Hollweg                     | 14 июля 1909    | 13 июля 1917    | независимый                                                                                             | фон Бетман-Гольвег     | [ 25 ] [ 26 ] [ 27 ] |
| 6      |         | Георг Михаэлис (1857—1936) нем. Georg Michaelis                                                                                                | 13 июля 1917    | 1 ноября 1917   | независимый                                                                                             | Михаэлис               | [ 28 ] [ 29 ] [ 30 ] |
| 7      |         | граф Георг Фридрих Карл фон Гертлинг (1843—1919) нем. Georg Friedrich Karl Graf von Hertling                                                   | 1 ноября 1917   | 3 октября 1918  | Партия Центра                                                                                           | фон Гертлинг           | [ 31 ] [ 32 ] [ 33 ] |
| 8      |         | Принц Максимилиан Александр Фридрих Вильгельм Баденский (1867—1929) нем. Maximilian Alexander Friedrich Wilhelm Prinz von Baden                | 3 октября 1918  | 9 ноября 1918   | независимый                                                                                             | фон Баден              | [ 34 ] [ 35 ] [ 36 ] |
| 9 (а)  |         | Фридрих Эберт (1871—1925) нем. Friedrich Ebert                                                                                                 | 9 ноября 1918   | 10 ноября 1918  | Социал-демократическая партия Германии в коалиции с Независимой социал-демократической партией Германии | фон Баден              | [ 37 ] [ 38 ] [ 39 ] |

## Революционный период (1918—1919)
Ноябрьская революция (нем. Novemberrevolution) — революция в ноябре 1918 года в Германской империи, приведшая к установлению в Германии режима парламентской демократии, известного под названием Веймарская республика. Её началом считается восстание матросов в Киле 4 ноября 1918 года, кульминационным моментом — провозглашение республики в полдень 9 ноября, днём формального окончания — 11 августа 1919 года, когда рейхспрезидент Фридрих Эберт подписал Веймарскую конституцию.
9 ноября 1918 года рейхсканцлер принц Максимилиан Баденский по собственной инициативе объявил об отречении кайзера от обоих престолов (прусского и имперского) и передал свои полномочия лидеру социал-демократов Фридриху Эберту, который возглавлял большинство в рейхстаге. После этого член правительства Максимилиана Баденского Филипп Шейдеман провозгласил Германию республикой. На следующий день Общее собрание берлинских рабочих и солдатских советов (нем. Vollversammlung der Berliner Arbeiter- und Soldatenräte) избрало временные органы государственной власти — Исполнительный совет рабочих и солдатских советов Большого Берлина под председательством Рихарда Мюллера и ставший временным правительством Совет народных уполномоченных. Исполнительный совет рабочих и солдатских советов Большого Берлина, изначально претендовавший на высшую власть в Германии, являясь центром революционной демократии, и продолжавший работать до лета 1919 года, вскоре после формирования Совета народных уполномоченных ограничился руководством созданными в стране советами и не играл существенной роли в государственном управлении. 20 декабря 1918 года начавший работать в декабре первый Всегерманский конгресс рабочих и солдатских советов избрал Центральный совет Германской Социалистической Республики для надзора за Советом народных уполномоченных, в составе 27 членов, сопредседателями его стали Роберт Лайнерт, Герман Мюллер и Макс Коэн.
После состоявшихся 19 января 1919 года выборов, на первом заседании учредительного национального собрания, открывшегося 6 февраля 1919 года, Центральный совет Германской Социалистической Республики сложил перед ним свои полномочия. 10 февраля 1919 года был принят Закон о временной имперской власти, согласно которому главой государства стал рейхспрезидент (нем. Reichspräsident), на следующий день (11 февраля) первым рейхспрезидентом был избран Фридрих Эберт.
|        | Портрет | Имя (годы жизни)                               | Полномочия     | Полномочия      | Партия                                             | Должность                                                                                       | Пр.                  |
| Начало | Портрет | Имя (годы жизни)                               | Окончание      |                 | Партия                                             | Должность                                                                                       | Пр.                  |
| ------ | ------- | ---------------------------------------------- | -------------- | --------------- | -------------------------------------------------- | ----------------------------------------------------------------------------------------------- | -------------------- |
| 9 (б)  |         | Фридрих Эберт (1871—1925) нем. Friedrich Ebert | 10 ноября 1918 | 13 февраля 1919 | Социал-демократическая партия Германии             | сопредседатели Совета народных уполномоченных нем. Co-Vorsitzende des Rat der Volksbeauftragten | [ 37 ] [ 38 ] [ 39 ] |
| 9 (в)  |         | Гуго Гаазе (1863—1919) нем. Hugo Haase         | 10 ноября 1918 | 29 декабря 1918 | Независимая социал-демократическая партия Германии | сопредседатели Совета народных уполномоченных нем. Co-Vorsitzende des Rat der Volksbeauftragten | [ 43 ] [ 44 ] [ 45 ] |

## Веймарская республика (1919—1933)
Веймарская республика (нем. Weimarer Republik) — принятое в историографии наименование Германии в 1919—1933 годах — по созданной в Веймаре Национальным учредительным собранием федеральной республиканской системе государственного управления и принятой там же 31 июля 1919 года новой демократической конституции. Официально страна продолжала именоваться Германское государство (нем. Deutsches Reich).
Выборы Национального учредительного собрания состоялись 19 января 1919, его первое заседание открылось 6 февраля 1919 года. 10 февраля 1919 года был принят Закон о временной имперской власти, рейхспрезидент (нем. Reichspräsident), избираемый национальным собранием, исполнительным органом — имперское министерство (нем. Reichsministerium), назначаемое рейхспрезидентом, состоящее из имперского министра-президента (нем. Reichsministerpräsident) и имперских министров. На следующий день (11 февраля) первым рейхспрезидентом был избран Фридрих Эберт, назначивший в тот же день Филиппа Шейдемана главой кабинета.
Веймарская конституция была принята Национальным учредительным собранием 31 июля 1919 года и подписана рейхспрезидентом Фридрихом Эбертом 11 августа. По ней в Германии была установлена парламентская демократия с закреплёнными в конституции основными либеральными и социальными правами. На общегосударственном уровне законодательную деятельность в форме имперских законов осуществляли рейхсрат (верхняя палата парламента, орган представительства земель), и выбираемый населением рейхстаг, который также принимал государственный бюджет и смещал с должности рейхсканцлера и любого из министров правительства по схеме вотума недоверия. Рейхсканцлер подчинялся не только рейхстагу, но и рейхспрезиденту, имевшему право назначать его и отправлять в отставку. Как правило, после отставки правительства оно продолжало действовать в качестве временного (и ограниченного в ряде полномочий) до формирования нового кабинета (иногда значительный период времени). Рейхспрезидент, часто сопоставляемый с кайзером, избирался на прямых выборах сроком на семь лет. Он мог с согласия рейхсканцлера объявить в стране чрезвычайное положение, на время которого в стране прекращали своё действие основные конституционные права; возможному сопротивлению этому со стороны рейхстага противопоставлялось право рейхспрезидента на роспуск парламента. Это сделало возможной фактическую самоликвидацию демократического строя после назначения рейхспрезидентом Гинденбургом на пост рейхсканцлера Адольфа Гитлера в январе 1933 года, который после смерти рейхспрезидента стал главой государства (официальный титул — «фюрер и рейхсканцлер»).
|             | Портрет         | Имя (годы жизни) | Полномочия      | Полномочия | Партия | Выборы        | Кабинет              | Пр.                  |
| Начало      | Портрет         | Имя (годы жизни) | Окончание       | | Партия | Выборы        | Кабинет              | Пр.                  |
| ----------- | --------------- | --- | --------------- | --- | --- | ------------- | -------------------- | -------------------- |
| 10          |                 | Филипп Генрих Шейдеман (1865—1939) нем. Philipp Heinrich Scheidemann | 13 февраля 1919 | 21 июня 1919 | Социал-демократическая партия Германии в коалиции с Немецкой демократической партией и партией Центра                                                                                   | 1919          | Шейдеман             | [ 47 ] [ 48 ] [ 49 ] |
| 11 (I—II)   |                 | Густав Адольф Бауэр (1870—1944) нем. Gustav Adolf Bauer | 21 июня 1919    | 14 августа 1919 | Социал-демократическая партия Германии в коалиции с Немецкой демократической партией и партией Центра                                                                                   | 1919          | Бауэр                | [ 50 ] [ 51 ]        |
| 11 (I—II)   | 14 августа 1919 | Густав Адольф Бауэр (1870—1944) нем. Gustav Adolf Bauer | 26 марта 1920   | | Социал-демократическая партия Германии в коалиции с Немецкой демократической партией и партией Центра                                                                                   | 1919          | Бауэр                | [ 50 ] [ 51 ]        |
| 12 (I)      |                 | Герман Мюллер (1876—1931) нем. Hermann Müller | 27 марта 1920   | 8 июня 1920 | Социал-демократическая партия Германии в коалиции с Немецкой демократической партией и партией Центра                                                                                   | 1919          | Мюллер—I             | [ 52 ] [ 53 ] [ 54 ] |
| 13          |                 | Константин Ференбах (1852—1926) нем. Constantin Fehrenbach | 8 июня 1920     | 4 мая 1921 | Партия Центра в коалиции с Немецкой народной партией и Немецкой демократической партией                                                                                                 | 1920          | Ференбах             | [ 55 ] [ 56 ] [ 57 ] |
| 14 (I—II)   |                 | Карл Йозеф Вирт (1879—1956) нем. Karl Josef Wirth | 10 мая 1921     | 21 октября 1921 | Партия Центра в коалиции с Социал-демократической партией Германии и Немецкой демократической партией                                                                                   | 1920          | Вирт—I               | [ 58 ] [ 59 ] [ 60 ] |
| 14 (I—II)   | 26 октября 1921 | Карл Йозеф Вирт (1879—1956) нем. Karl Josef Wirth | 14 ноября 1922  | Вирт—II | Партия Центра в коалиции с Социал-демократической партией Германии и Немецкой демократической партией                                                                                   | 1920          |                      | [ 58 ] [ 59 ] [ 60 ] |
| 15          |                 | Вильгельм Карл Йозеф Куно (1876—1933) нем. Wilhelm Carl Josef Cuno | 22 ноября 1922  | 14 августа 1923 | независимый в коалиции с партией Центра, Немецкой народной партией, Немецкой демократической партией и Баварской народной партией                                                       | 1920          | Куно                 | [ 61 ] [ 62 ] [ 63 ] |
| 16 (I—II)   |                 | Густав Эрнст Штреземан (1878—1929) нем. Gustav Ernst Stresemann | 14 августа 1923 | 3 октября 1923 | Немецкая народная партия в коалиции с Немецкой демократической партией и Социал-демократической партией Германии                                                                        | 1920          | Штреземан—I          | [ 64 ] [ 65 ] [ 66 ] |
| 16 (I—II)   | 6 октября 1923  | Густав Эрнст Штреземан (1878—1929) нем. Gustav Ernst Stresemann | 23 ноября 1923  | Штреземан—II | Немецкая народная партия в коалиции с Немецкой демократической партией и Социал-демократической партией Германии                                                                        | 1920          |                      | [ 64 ] [ 65 ] [ 66 ] |
| 17 (I—II)   |                 | Вильгельм Маркс (1863—1946) нем. Wilhelm Marx | 30 ноября 1923  | 26 марта 1924 | Партия Центра в коалиции с Немецкой народной партией, Немецкой демократической партией и Баварской народной партией                                                                     | 1920          | Маркс—I              | [ 67 ] [ 68 ] [ 69 ] |
| 17 (I—II)   | 3 июня 1924     | Вильгельм Маркс (1863—1946) нем. Wilhelm Marx | 15 декабря 1924 | Партия Центра в коалиции с Немецкой народной партией и Немецкой демократической партией                                           | 1924, май | Маркс—II      |                      | [ 67 ] [ 68 ] [ 69 ] |
| 18 (I—II)   |                 | Ганс Лютер (1879—1962) нем. Hans Luther | 15 января 1925  | 5 декабря 1925 | независимый в коалиции с Партией Центра, Немецкой народной партией, Немецкой демократической партией, Баварской народной партией и Немецкой национальной народной партией               | 1924, декабрь | Лютер—I              | [ 70 ] [ 71 ] [ 72 ] |
| 18 (I—II)   | 20 января 1926  | Ганс Лютер (1879—1962) нем. Hans Luther | 12 мая 1926     | независимый в коалиции с Партией Центра, Немецкой народной партией, Немецкой демократической партией и Баварской народной партией | Лютер—II | 1924, декабрь |                      | [ 70 ] [ 71 ] [ 72 ] |
| 17 (III—IV) |                 | Вильгельм Маркс (1863—1946) нем. Wilhelm Marx | 17 мая 1926     | 1 февраля 1927 | Партия Центра в коалиции с Немецкой народной партией, Немецкой национальной народной партией и Баварской народной партией                                                               | 1924, декабрь | Маркс—III            | [ 67 ] [ 68 ] [ 69 ] |
| 17 (III—IV) | 1 февраля 1927  | Вильгельм Маркс (1863—1946) нем. Wilhelm Marx | 12 июня 1928    | Партия Центра в коалиции с Немецкой народной партией и Немецкой демократической партией                                           | Маркс—IV | 1924, декабрь |                      | [ 67 ] [ 68 ] [ 69 ] |
| 12 (II)     |                 | Герман Мюллер (1876—1931) нем. Hermann Müller | 28 июня 1928    | 27 марта 1930 | Социал-демократическая партия Германии в коалиции с Партией Центра, Немецкой демократической партией, Немецкой народной партией и Баварской народной партией                            | 1928          | Мюллер—II            | [ 52 ] [ 53 ] [ 54 ] |
| 19 (I—II)   |                 | Генрих Алойзиус Мария Элизабет Брюнинг (1885—1970) нем. Heinrich Aloysius Maria Elisabeth Brüning                                                                        | 29 марта 1930   | 10 октября 1931 | Партия Центра в коалиции с Немецкой народной партией, Немецкой демократической партией, Баварской народной партией, Партией немецкого среднего класса и Консервативной народной партией | 1928          | Брюнинг—I            | [ 73 ] [ 74 ] [ 75 ] |
| 19 (I—II)   | 1930            | Генрих Алойзиус Мария Элизабет Брюнинг (1885—1970) нем. Heinrich Aloysius Maria Elisabeth Brüning                                                                        | 29 марта 1930   | 10 октября 1931 | Партия Центра в коалиции с Немецкой народной партией, Немецкой демократической партией, Баварской народной партией, Партией немецкого среднего класса и Консервативной народной партией |               | Брюнинг—I            | [ 73 ] [ 74 ] [ 75 ] |
| 19 (I—II)   | 10 октября 1931 | Генрих Алойзиус Мария Элизабет Брюнинг (1885—1970) нем. Heinrich Aloysius Maria Elisabeth Brüning                                                                        | 30 мая 1932     | Партия Центра в коалиции с Баварской народной партией, Немецкой государственной партией и Консервативной народной партией         | Брюнинг—II |               |                      | [ 73 ] [ 74 ] [ 75 ] |
| 20          |                 | Франц Иосиф Герман Михаэль Мария фон Папен, Эрбсельцер цу Верль-унд-Нойверк (1879—1969) нем. Franz Joseph Hermann Michael Maria von Papen, Erbsälzer zu Werl und Neuwerk | 1 июня 1932     | 17 ноября 1932 | независимый в коалиции с Немецкой национальной народной партией | фон Папен     | [ 76 ] [ 77 ] [ 78 ] |                      |
| 20          | 1932, июль      | Франц Иосиф Герман Михаэль Мария фон Папен, Эрбсельцер цу Верль-унд-Нойверк (1879—1969) нем. Franz Joseph Hermann Michael Maria von Papen, Erbsälzer zu Werl und Neuwerk | 1 июня 1932     | 17 ноября 1932 | независимый в коалиции с Немецкой национальной народной партией | фон Папен     | [ 76 ] [ 77 ] [ 78 ] |                      |
| 21          |                 | генерал от инфантерии Курт Фердинанд Фридрих Герман фон Шлейхер (1882—1934) нем. Kurt Ferdinand Friedrich Hermann von Schleicher                                         | 3 декабря 1932  | 28 января 1933 | независимый в коалиции с Немецкой национальной народной партией | 1932, ноябрь  | фон Шлейхер          | [ 79 ] [ 80 ] [ 81 ] |

## Третий рейх (1933—1945)
Третий рейх (нем. Drittes Reich — Третья империя, Третья держава) — неофициальное название Германии с 24 марта 1933 года (когда был принят закон «О защите народа и рейха», предоставивший рейхсканцлеру Адольфу Гитлеру чрезвычайные полномочия и основу для создания диктатуры) по 23 мая 1945 года. В настоящее время для обозначения этого периода также используется название «Нацистская Германия». Первая дата является условной, в части источников в качестве даты основания Третьего рейха используется 30 января 1933 года (назначение Гитлера рейхсканцлером), или 2 августа 1934 года, когда после смерти рейхспрезидента Гинденбурга он стал главой государства (официальный титул — «фюрер и рейхсканцлер»). Официальное название Германии с 1871 года по 26 июня 1943 года — Deutsches Reich, с 26 июня 1943 по 23 мая 1945 года — Großdeutsches Reich (Великогерманская империя). Слово «рейх», обозначающее земли, подчинённые одной власти, обычно не переводится или переводится как «государство» или «империя», в зависимости от контекста. В этот период страна представляла собой тоталитарное государство с однопартийной системой и доминирующей идеологией (национал-социализмом), контролю подвергались все сферы жизни общества. Третий рейх связан с властью Национал-социалистической немецкой рабочей партии под руководством Адольфа Гитлера. Федеративное устройство Германии, установленное Веймарской конституцией, было заменено унитарным построением государства законом «О новом устройстве рейха» (Gesetz über den Neuaufbau des Reichs) от 30 января 1934 года.
После военного поражения во Второй мировой войне Гитлер покончил с собой 30 апреля 1945 года, передав в своём политическом завещании власть назначенным рейхспрезидентом гроссадмиралу Карлу Дёницу и рейхсканцлером Йозефу Геббельсу. Узнав 1 мая о самоубийстве Геббельса, Дёниц договорился о формировании правительства с графом Людвигом Шверином фон Крозигом, отказавшимся от поста рейхсминистра и принявшим пост руководящего министра кабинета (нем. Leitende Minister). 23 мая 1945 года Карл Дёниц и фленсбургское правительство (названное так по месту своего фактического пребывания в городе Фленсбург недалеко от границы с Данией), пытавшиеся управлять ещё не оккупированной союзниками территорией, были арестованы в соответствии с приказом Верховного главнокомандующего экспедиционными силами союзников генерала армии Эйзенхауэра.
|        | Портрет      | Имя (годы жизни)                                                                         | Полномочия     | Полномочия     | Партия | Выборы     | Кабинет                                     | Должность                       | Пр.                  |
| Начало | Портрет      | Имя (годы жизни)                                                                         | Окончание      |                | Партия | Выборы     | Кабинет                                     | Должность                       | Пр.                  |
| ------ | ------------ | ---------------------------------------------------------------------------------------- | -------------- | -------------- | --- | ---------- | ------------------------------------------- | ------------------------------- | -------------------- |
| 22     |              | Адольф Гитлер (1889—1945) нем. Adolf Hitler                                              | 30 января 1933 | 30 апреля 1945 | Национал-социалистическая немецкая рабочая партия до 27 июня 1933 года в коалиции с Немецкой национальной народной партией | 1933, март | Гитлер                                      | рейхсканцлер нем. Reichskanzler | [ 86 ] [ 87 ] [ 88 ] |
| 22     | 1933, ноябрь | Адольф Гитлер (1889—1945) нем. Adolf Hitler                                              | 30 января 1933 | 30 апреля 1945 | Национал-социалистическая немецкая рабочая партия до 27 июня 1933 года в коалиции с Немецкой национальной народной партией |            | Гитлер                                      | рейхсканцлер нем. Reichskanzler | [ 86 ] [ 87 ] [ 88 ] |
| 22     | 1936         | Адольф Гитлер (1889—1945) нем. Adolf Hitler                                              | 30 января 1933 | 30 апреля 1945 | Национал-социалистическая немецкая рабочая партия до 27 июня 1933 года в коалиции с Немецкой национальной народной партией |            | Гитлер                                      | рейхсканцлер нем. Reichskanzler | [ 86 ] [ 87 ] [ 88 ] |
| 22     | 1938         | Адольф Гитлер (1889—1945) нем. Adolf Hitler                                              | 30 января 1933 | 30 апреля 1945 | Национал-социалистическая немецкая рабочая партия до 27 июня 1933 года в коалиции с Немецкой национальной народной партией |            | Гитлер                                      | рейхсканцлер нем. Reichskanzler | [ 86 ] [ 87 ] [ 88 ] |
| 23     |              | Пауль Йозеф Геббельс (1897—1945) нем. Paul Joseph Goebbels                               | 30 апреля 1945 | 1 мая 1945     | Национал-социалистическая немецкая рабочая партия                                                                          | Геббельс   | рейхсканцлер нем. Reichskanzler             | [ 89 ] [ 90 ] [ 91 ]            |                      |
| 24     |              | граф Иоганн Людвиг Шверин фон Крозиг (1887—1977) нем. Johann Ludwig Schwerin von Krosigk | 1 мая 1945     | 23 мая 1945    | независимый в коалиции с Национал-социалистической немецкой рабочей партией                                                | фон Крозиг | руководящий министр нем. Leitenden Minister | [ 92 ] [ 93 ]                   |                      |

## Федеративная Республика Германии (с 1949)
Федеративная Республика Германии (нем. Bundesrepublik Deutschland) была провозглашена 23 мая 1949 года на территориях, расположенных на американской, британской и французской зонах оккупации нацистской Германии (Тризония). Предполагалось, что впоследствии в её состав войдут и остальные германские территории, что предусматривалось и обеспечивалось специальной статьёй 23 Основного закона ФРГ.
Федеральный президент (глава государства) выполняет представительские функции и назначает федерального канцлера, который является главой федерального правительства и руководит его деятельностью. В структуру ведомства федерального канцлера входят отделы: (1) внутренней и правовой политики; (2) внешней политики, политики безопасности и политики стимулирования социально-экономического развития развивающихся стран; (3) социальной политики, политики здравоохранения и рынка труда, инфраструктурной и общественной политики; (4) экономической и финансовой политики; (5) европейской политики; (6) федеральной разведывательной службы (БНД), координации разведывательных служб. Ведомство располагается в двух зданиях в Берлине и Бонне, являющихся и резиденцией федерального канцлера.
|            | Портрет         | Имя (годы жизни) | Полномочия       | Полномочия | Партия | Выборы | Кабинет                                                                               | Пр.                                     |
| Начало     | Портрет         | Имя (годы жизни) | Окончание        | | Партия | Выборы | Кабинет                                                                               | Пр.                                     |
| ---------- | --------------- | --- | ---------------- | --- | --- | --- | ------------------------------------------------------------------------------------- | --------------------------------------- |
| 25 (I—V)   |                 | Конрад Герман Йозеф Аденауэр (1876—1967) нем. Konrad Hermann Joseph Adenauer                                        | 15 сентября 1949 | 20 октября 1953 | Христианско-демократический союз Германии / Христианско-социальный союз в Баварии в коалиции с Немецкой партией и Свободной демократической партией | 1949 | Аденауэр—I                                                                            | [ 96 ] [ 97 ] [ 98 ] [ 99 ]             |
| 25 (I—V)   | 20 октября 1953 | Конрад Герман Йозеф Аденауэр (1876—1967) нем. Konrad Hermann Joseph Adenauer                                        | 29 октября 1957  | Христианско-демократический союз Германии / Христианско-социальный союз в Баварии в коалиции с Немецкой партией, Свободной демократической партией (до 23 февраля 1956 года) и Всегерманским блоком / Лигой эмигрантов и лишённых прав | 1953 | Аденауэр—II |                                                                                       | [ 96 ] [ 97 ] [ 98 ] [ 99 ]             |
| 25 (I—V)   | 29 октября 1957 | Конрад Герман Йозеф Аденауэр (1876—1967) нем. Konrad Hermann Joseph Adenauer                                        | 14 ноября 1961   | Христианско-демократический союз Германии / Христианско-социальный союз в Баварии в коалиции с Немецкой партией | 1957 | Аденауэр—III |                                                                                       | [ 96 ] [ 97 ] [ 98 ] [ 99 ]             |
| 25 (I—V)   | 14 ноября 1961  | Конрад Герман Йозеф Аденауэр (1876—1967) нем. Konrad Hermann Joseph Adenauer                                        | 13 декабря 1962  | Христианско-демократический союз Германии / Христианско-социальный союз в Баварии в коалиции со Свободной демократической партией | 1961 | Аденауэр—IV |                                                                                       | [ 96 ] [ 97 ] [ 98 ] [ 99 ]             |
| 25 (I—V)   | 14 декабря 1962 | Конрад Герман Йозеф Аденауэр (1876—1967) нем. Konrad Hermann Joseph Adenauer                                        | 11 октября 1963  | Христианско-демократический союз Германии / Христианско-социальный союз в Баварии в коалиции со Свободной демократической партией | 1961 | Аденауэр—V |                                                                                       | [ 96 ] [ 97 ] [ 98 ] [ 99 ]             |
| 26 (I—II)  |                 | Людвиг Вильгельм Эрхард (1897—1977) нем. Ludwig Wilhelm Erhard                                                      | 17 октября 1963  | 26 октября 1965 | 1961 | Христианско-демократический союз Германии / Христианско-социальный союз в Баварии до 28 октября 1966 года в коалиции со Свободной демократической партией | Эрхард—I                                                                              | [ 100 ] [ 101 ] [ 102 ] [ 103 ]         |
| 26 (I—II)  | 26 октября 1965 | Людвиг Вильгельм Эрхард (1897—1977) нем. Ludwig Wilhelm Erhard                                                      | 30 ноября 1966   | 1965 | Эрхард—II | Христианско-демократический союз Германии / Христианско-социальный союз в Баварии до 28 октября 1966 года в коалиции со Свободной демократической партией |                                                                                       | [ 100 ] [ 101 ] [ 102 ] [ 103 ]         |
| 27         |                 | Курт Георг Кизингер (1904—1988) нем. Kurt Georg Kiesinger                                                           | 1 декабря 1966   | 1965 | 21 октября 1969 | Христианско-демократический союз Германии / Христианско-социальный союз в Баварии в коалиции с Социал-демократической партией Германии                    | Кизингер                                                                              | [ 104 ] [ 105 ] [ 106 ] [ 107 ]         |
| 28 (I—II)  |                 | Вилли Брандт (1913—1992) нем. Willy Brandt (настоящее имя — Герберт Эрнст Карл Фрам нем. Herbert Ernst Karl Frahm)  | 22 октября 1969  | 15 декабря 1972 | Социал-демократическая партия Германии в коалиции со Свободной демократической партией                                                              | 1969 | Брандт—I                                                                              | [ 108 ] [ 109 ] [ 110 ] [ 111 ]         |
| 28 (I—II)  | 15 декабря 1972 | Вилли Брандт (1913—1992) нем. Willy Brandt (настоящее имя — Герберт Эрнст Карл Фрам нем. Herbert Ernst Karl Frahm)  | 7 мая 1974       | 1972 | Социал-демократическая партия Германии в коалиции со Свободной демократической партией                                                              | Брандт—II |                                                                                       | [ 108 ] [ 109 ] [ 110 ] [ 111 ]         |
| и. о.      |                 | Вальтер Шеель (1919—2016) нем. Walter Scheel                                                                        | 7 мая 1974       | 1972 | 16 мая 1974 | Брандт—II | Свободная демократическая партия в коалиции с Социал-демократической партией Германии | [ 112 ] [ 113 ] [ 114 ] [ 115 ]         |
| 29 (I—III) |                 | Гельмут Генрих Вальдемар Шмидт (1918—2015) нем. Helmut Heinrich Waldemar Schmidt                                    | 16 мая 1974      | 1972 | 14 декабря 1976 | Социал-демократическая партия Германии до 17 сентября 1982 года в коалиции со Свободной демократической партией                                           | Шмидт—I                                                                               | [ 116 ] [ 117 ] [ 118 ] [ 119 ]         |
| 29 (I—III) | 16 декабря 1976 | Гельмут Генрих Вальдемар Шмидт (1918—2015) нем. Helmut Heinrich Waldemar Schmidt                                    | 4 ноября 1980    | 1976 | Шмидт—II | Социал-демократическая партия Германии до 17 сентября 1982 года в коалиции со Свободной демократической партией                                           |                                                                                       | [ 116 ] [ 117 ] [ 118 ] [ 119 ]         |
| 29 (I—III) | 6 ноября 1980   | Гельмут Генрих Вальдемар Шмидт (1918—2015) нем. Helmut Heinrich Waldemar Schmidt                                    | 1 октября 1982   | 1980 | Шмидт—III | Социал-демократическая партия Германии до 17 сентября 1982 года в коалиции со Свободной демократической партией                                           |                                                                                       | [ 116 ] [ 117 ] [ 118 ] [ 119 ]         |
| 30 (I—V)   |                 | Гельмут Йозеф Михаэль Коль (1930—2017) нем. Helmut Josef Michael Kohl                                               | 1 октября 1982   | 1980 | 29 марта 1983 | Христианско-демократический союз Германии / Христианско-социальный союз в Баварии в коалиции со Свободной демократической партией                         | Коль—I                                                                                | [ 120 ] [ 121 ] [ 122 ] [ 123 ] [ 124 ] |
| 30 (I—V)   | 30 марта 1983   | Гельмут Йозеф Михаэль Коль (1930—2017) нем. Helmut Josef Michael Kohl                                               | 11 марта 1987    | 1983 | Коль—II | Христианско-демократический союз Германии / Христианско-социальный союз в Баварии в коалиции со Свободной демократической партией                         |                                                                                       | [ 120 ] [ 121 ] [ 122 ] [ 123 ] [ 124 ] |
| 30 (I—V)   | 12 марта 1987   | Гельмут Йозеф Михаэль Коль (1930—2017) нем. Helmut Josef Michael Kohl                                               | 18 января 1991   | Христианско-демократический союз Германии / Христианско-социальный союз в Баварии в коалиции со Свободной демократической партией | 1987 | Коль—III |                                                                                       | [ 120 ] [ 121 ] [ 122 ] [ 123 ] [ 124 ] |
| 30 (I—V)   | 18 января 1991  | Гельмут Йозеф Михаэль Коль (1930—2017) нем. Helmut Josef Michael Kohl                                               | 17 ноября 1994   | Христианско-демократический союз Германии / Христианско-социальный союз в Баварии в коалиции со Свободной демократической партией | 1990 | Коль—IV |                                                                                       | [ 120 ] [ 121 ] [ 122 ] [ 123 ] [ 124 ] |
| 30 (I—V)   | 17 ноября 1994  | Гельмут Йозеф Михаэль Коль (1930—2017) нем. Helmut Josef Michael Kohl                                               | 27 октября 1998  | Христианско-демократический союз Германии / Христианско-социальный союз в Баварии в коалиции со Свободной демократической партией | 1994 | Коль—V |                                                                                       | [ 120 ] [ 121 ] [ 122 ] [ 123 ] [ 124 ] |
| 31 (I—II)  |                 | Герхард Фриц Курт Шрёдер (1944—) нем. Gerhard Fritz Kurt Schröder                                                   | 27 октября 1998  | 22 октября 2002 | Социал-демократическая партия Германии в коалиции с Союзом 90/Зелёные                                                                               | 1998 | Шрёдер—I                                                                              | [ 125 ] [ 126 ] [ 127 ] [ 128 ] [ 129 ] |
| 31 (I—II)  | 22 октября 2002 | Герхард Фриц Курт Шрёдер (1944—) нем. Gerhard Fritz Kurt Schröder                                                   | 22 ноября 2005   | 2002 | Социал-демократическая партия Германии в коалиции с Союзом 90/Зелёные                                                                               | Шрёдер—II |                                                                                       | [ 125 ] [ 126 ] [ 127 ] [ 128 ] [ 129 ] |
| 32 (I—IV)  |                 | Ангела Доротея Меркель (1954—) нем. Angela Dorothea Merkel урожд. Ангела Доротея Каснер нем. Angela Dorothea Kasner | 22 ноября 2005   | 28 октября 2009 | Христианско-демократический союз Германии / Христианско-социальный союз в Баварии в коалиции с Социал-демократической партией Германии              | 2005 | Меркель—I                                                                             | [ 130 ] [ 131 ] [ 132 ] [ 133 ] [ 134 ] |
| 32 (I—IV)  | 28 октября 2009 | Ангела Доротея Меркель (1954—) нем. Angela Dorothea Merkel урожд. Ангела Доротея Каснер нем. Angela Dorothea Kasner | 17 декабря 2013  | Христианско-демократический союз Германии / Христианско-социальный союз в Баварии в коалиции со Свободной демократической партией | 2009 | Меркель—II |                                                                                       | [ 130 ] [ 131 ] [ 132 ] [ 133 ] [ 134 ] |
| 32 (I—IV)  | 17 декабря 2013 | Ангела Доротея Меркель (1954—) нем. Angela Dorothea Merkel урожд. Ангела Доротея Каснер нем. Angela Dorothea Kasner | 14 марта 2018    | Христианско-демократический союз Германии / Христианско-социальный союз в Баварии в коалиции с Социал-демократической партией Германии                                                                                                 | 2013 | Меркель—III |                                                                                       | [ 130 ] [ 131 ] [ 132 ] [ 133 ] [ 134 ] |
| 32 (I—IV)  | 14 марта 2018   | Ангела Доротея Меркель (1954—) нем. Angela Dorothea Merkel урожд. Ангела Доротея Каснер нем. Angela Dorothea Kasner | 8 декабря 2021   | Христианско-демократический союз Германии / Христианско-социальный союз в Баварии в коалиции с Социал-демократической партией Германии                                                                                                 | 2017 | Меркель—IV |                                                                                       | [ 130 ] [ 131 ] [ 132 ] [ 133 ] [ 134 ] |
| 33         |                 | Олаф Шольц (1958—) нем. Olaf Scholz                                                                                 | 8 декабря 2021   | 6 мая 2025 | Социал-демократическая партия Германии в коалиции с Союзом 90/Зелёные и Свободной демократической партией                                           | 2021 | Шольц                                                                                 | [ 135 ] [ 136 ] [ 137 ]                 |
| 34         |                 | Йоахим-Фридрих Мартин Йозеф Мерц (1955—) нем. Joachim-Friedrich Martin Josef Merz                                   | 6 мая 2025       | действующий | Христианско-демократический союз Германии / Христианско-социальный союз в Баварии в коалиции с Социал-демократической партией Германии              | 2025 | Мерц                                                                                  | [ 138 ] [ 139 ] [ 140 ]                 |

## Германская Демократическая Республика (1949—1990)
Германская Демократическая Республика (ГДР) (нем. Deutsche Demokratische Republik, DDR) — государство, существовавшее с 7 октября 1949 года до 3 октября 1990 года.
В ходе II-го Немецкого народного конгресса 19 марта 1948 года был выделен постоянно действующий Народный совет. «Основной закон для Федеративной Республики Германия», принятый 23 мая 1949 года, вошедшие в советскую оккупационную зону германские земли, не признали. 15—16 мая 1949 года в них прошли выборы делегатов III-го Немецкого народного конгресса, который 30 мая 1949 года принял Конституцию Германской Демократической Республики, оформившую политический союз пяти восточных земель. 7 октября 1949 года Народный совет провозгласил создание ГДР и сам реорганизовался в Народную палату ГДР. Выборы в Народную палату и Палату земель первого созыва были назначены на 19 октября 1949 года, до их проведения и формирования Правительства были образованы временные законодательные органы и временное правительство, премьер-министром был избран один из сопредседателей Социалистической единой партии Германии (СЕПГ) Отто Гротеволь, его заместителями — заместитель председателя СЕПГ Вальтер Ульбрихт, председатель Либерально-демократической партии Германии (ЛДПГ) Герман Кастнер и председатель Христианско-демократического союза (ХДС) Отто Нушке. 30 февраля 1950 года СЕПГ, ЛДПГ и ХДС создали Национальный фронт демократической Германии (нем. Nationale Front des Demokratischen Deutschlands, с 1973 года — Национальный фронт ГДР, нем. Nationale Front der DDR), сформировавший единый и фактически единственный избирательный список, который победил на выборах в Палату земель и Народную палату. 8 ноября 1950 года Народной палатой было сформировано постоянное Правительство во главе с Отто Гротеволем, состоявшее только из представителей Национального фронта. В последующем формирование правительства Народным фронтом во главе с представителем СЕПГ стало традиционным.
В 1952 году в ГДР прошла административная реформа, по которой пять земель были реорганизованы в 14 округов (в 1961 году статус округа был придан и Восточному Берлину). До 8 декабря 1958 года должность главы правительства называлась премьер-министр ГДР (нем. Ministerpräsident der Deutschen Demokratischen Republik), затем — председатель Совета министров ГДР (нем. Vorsitzende des Ministerrates der Deutschen Demokratischen Republik), с 1990 года вновь премьер-министр.
5 декабря 1989 года Национальный фронт покинули ХДС и ЛДПГ, в связи с чем фронт потерял своё значение. 16 декабря правящая СЕПГ была преобразована в Партию демократического социализма и дистанцировалась от прежней политики. 20 февраля 1990 года поправка к конституции ГДР исключила из неё упоминания Национального фронта. 3 октября 1990 года в соответствии с положениями Основного закона для ФРГ произошло вхождение ГДР и Западного Берлина в состав федеративной республики, — на новой территории были воссозданы пять новых земель, объединённый Берлин также был провозглашён самостоятельной землёй. Правовую основу для объединения положил Договор об окончательном урегулировании в отношении Германии.
|           | Портрет        | Имя (годы жизни)                                                       | Полномочия       | Полномочия                                                                                     | Партия | Выборы | Кабинет                                                                   | Пр.                             |
| Начало    | Портрет        | Имя (годы жизни)                                                       | Окончание        |                                                                                                | Партия | Выборы | Кабинет                                                                   | Пр.                             |
| --------- | -------------- | ---------------------------------------------------------------------- | ---------------- | ---------------------------------------------------------------------------------------------- | --- | --- | ------------------------------------------------------------------------- | ------------------------------- |
| А (I—V)   |                | Отто Эмиль Франц Гротеволь (1894—1964) нем. Grotewohl, Otto Emil Franz | 7 октября 1949   | 8 ноября 1950                                                                                  | Социалистическая единая партия Германии в коалиции с Либерально-демократической партией Германии и Христианско-демократическим союзом | 1949 | Гротеволь—I                                                               | [ 145 ] [ 146 ] [ 147 ] [ 148 ] |
| А (I—V)   | 8 ноября 1950  | Отто Эмиль Франц Гротеволь (1894—1964) нем. Grotewohl, Otto Emil Franz | 19 ноября 1954   | Социалистическая единая партия Германии во главе Национального фронта демократической Германии | 1950 | Гротеволь—II |                                                                           | [ 145 ] [ 146 ] [ 147 ] [ 148 ] |
| А (I—V)   | 19 ноября 1954 | Отто Эмиль Франц Гротеволь (1894—1964) нем. Grotewohl, Otto Emil Franz | 7 декабря 1958   | Социалистическая единая партия Германии во главе Национального фронта демократической Германии | 1954 | Гротеволь—III |                                                                           | [ 145 ] [ 146 ] [ 147 ] [ 148 ] |
| А (I—V)   | 7 декабря 1958 | Отто Эмиль Франц Гротеволь (1894—1964) нем. Grotewohl, Otto Emil Franz | 14 ноября 1963   | Социалистическая единая партия Германии во главе Национального фронта демократической Германии | 1958 | Гротеволь—IV |                                                                           | [ 145 ] [ 146 ] [ 147 ] [ 148 ] |
| А (I—V)   | 14 ноября 1963 | Отто Эмиль Франц Гротеволь (1894—1964) нем. Grotewohl, Otto Emil Franz | 21 сентября 1964 | Социалистическая единая партия Германии во главе Национального фронта демократической Германии | 1963 | Гротеволь—V / Штоф—I |                                                                           | [ 145 ] [ 146 ] [ 147 ] [ 148 ] |
| Б (I—III) |                | Вилли Штоф (1914—1999) нем. Willi Stoph                                | 24 сентября 1964 | Социалистическая единая партия Германии во главе Национального фронта демократической Германии | 1963 | Гротеволь—V / Штоф—I | 14 июля 1967                                                              | [ 145 ] [ 149 ] [ 150 ] [ 151 ] |
| Б (I—III) | 14 июля 1967   | Вилли Штоф (1914—1999) нем. Willi Stoph                                | 26 ноября 1971   | Социалистическая единая партия Германии во главе Национального фронта демократической Германии | 1967 | Штоф—II |                                                                           | [ 145 ] [ 149 ] [ 150 ] [ 151 ] |
| Б (I—III) | 26 ноября 1971 | Вилли Штоф (1914—1999) нем. Willi Stoph                                | 3 октября 1973   | Социалистическая единая партия Германии во главе Национального фронта демократической Германии | 1971 | Штоф—III / Зиндерман |                                                                           | [ 145 ] [ 149 ] [ 150 ] [ 151 ] |
| В         |                | Хорст Герберт Зиндерман (1915—1990) нем. Horst Herbert Sindermann      | 3 октября 1973   | 29 октября 1976                                                                                | 1971 | Штоф—III / Зиндерман | Социалистическая единая партия Германии во главе Национального фронта ГДР | [ 145 ] [ 152 ] [ 153 ]         |
| Б (IV—VI) |                | Вилли Штоф (1914—1999) нем. Willi Stoph                                | 29 октября 1976  | 26 июня 1981                                                                                   | 1976 | Штоф—IV | Социалистическая единая партия Германии во главе Национального фронта ГДР | [ 145 ] [ 149 ] [ 150 ] [ 151 ] |
| Б (IV—VI) | 26 июня 1981   | Вилли Штоф (1914—1999) нем. Willi Stoph                                | 17 июня 1986     | 1981                                                                                           | Штоф—V | | Социалистическая единая партия Германии во главе Национального фронта ГДР | [ 145 ] [ 149 ] [ 150 ] [ 151 ] |
| Б (IV—VI) | 17 июня 1986   | Вилли Штоф (1914—1999) нем. Willi Stoph                                | 13 ноября 1989   | 1986                                                                                           | Штоф—VI | | Социалистическая единая партия Германии во главе Национального фронта ГДР | [ 145 ] [ 149 ] [ 150 ] [ 151 ] |
| Г         |                | Ханс Модров (1928—2023) нем. Hans Modrow                               | 13 ноября 1989   | 1986                                                                                           | 12 апреля 1990 | Социалистическая единая партия Германии → Партия демократического социализма до 5 декабря 1989 года во главе Национального фронта ГДР | Модров                                                                    | [ 145 ] [ 154 ] [ 155 ]         |
| Д         |                | Лотар де Мезьер (1940—) нем. Lothar de Maizière                        | 12 апреля 1990   | 2 октября 1990                                                                                 | Христианско-демократический союз во главе Альянса за Германию и в коалиции с Социал-демократической партией в ГДР                     | 1990 | де Мезьер                                                                 | [ 145 ] [ 156 ] [ 157 ]         |

## Диаграмма пребывания в должности
Легенда диаграммы: 1 — Период монархии; 2 — Революционный период; 3 — Веймарская республика; 4 — Третий Рейх; 5 — ФРГ; 6 — ГДР